# August Huggler
August Wilhelm Huggler (* 13. März 1877 in Unterseen; † 20. April 1944 in Bern), heimatberechtigt in Brienzwiler, war ein Schweizer Gewerkschaftsfunktionär und Politiker (SP).

## Leben

### Familie
August Huggler war der Sohn eines namentlich nicht bekannten Mannes, der bereits früh in Amerika verstorben war. Seine Mutter war Margaritha (geborene Huggler).
Er war mit Marie Ida, die Tochter des Uhrmachers Alfred Laubscher aus Boudry, verheiratet; gemeinsam hatten sie einen Sohn und eine Tochter.
Die Trauerfeier fand auf dem Bremgartenfriedhof in Bern statt.

### Werdegang
August Huggler wurde in Twann zum Schlosser ausgebildet und wanderte anschliessend durch Frankreich sowie Italien und hielt sich einige Zeit in Genf auf.
1937 wurde er, als Nachfolger des Bundesrichters Walter Leuenberger (1885–1964), zum Mitglied des Verwaltungsrats der Hypothekarkasse (siehe Berner Kantonalbank) in Bern gewählt und wurde im selben Jahr Amtsrichter in Bern.

### Politisches Wirken
August Huggler beschäftigte sich als Autodidakt mit dem Frühsozialismus und auch dem Anarchismus. Er wurde ursprünglich vom französischen Syndikalismus, der von dem französischen Anarchisten Pierre-Joseph Proudhon begründet worden war, sowie vom Anarchosyndikalismus geprägt, wandelte sich jedoch dann zum Reformisten nach dem Vorbild der englischen Gewerkschaftsbewegung.
1903 berichtete er dem Schweizerischen Metallarbeiterverbands (siehe Gewerkschaft Industrie, Gewerbe, Dienstleistungen) bereits aus Genf über die dortige Situation und war von 1904 bis 1909 deren welscher Sekretär.
Er leitete von 1909 bis 1915 als Sekretär den Schweizerischen Gewerkschaftsbunds (SGB) und wurde 1915 Generalsekretär des Schweizerischen Zugpersonalverbands (siehe Gewerkschaft des Verkehrspersonals) in Zürich. Es war vor allem sein Verdienst, dass die innere Geschlossenheit des SGB, nach einer Phase des Experimentierens mit neuen Organisationsstrukturen, wiederhergestellt wurde. Nach seinem Wechsel zum Schweizerischen Zugpersonalverband folgte ihm Oskar Schneeberger (1868–1945) als Sekretär des SGB.
August Huggler war 1910 Redaktor der Gewerkschaftlichen Rundschau.
1915 war er Präsident der am 21. August 1914 gegründeten Notstandskommission der schweizerischen Arbeiterschaft.
1918 gehörte er dem Oltener Aktionskomitee an und wurde im Landesstreikprozess (siehe Landesstreik), der vom 12. März 1919 bis zum 9. April 1919 vor dem Militärgericht verhandelt wurde, wegen Meuterei mit angeklagt und hierbei durch David Farbstein verteidigt. Er wurde freigesprochen.
Von 1919 bis zu seinem Rücktritt 1936 war er Sekretär und Mitglied der Geschäftsleitung der Sozialdemokratischen Partei der Schweiz (SP); sein Nachfolger wurde der Jurist Werner Stocker.
Er war von 1907 bis 1916 sowie von 1940 bis 1943 Berner Stadtrat sowie vom 3. Dezember 1917 bis zum 3. Dezember 1939 Nationalrat. Im Nationalrat vertrat er während der Zwischenkriegszeit die gewerkschaftlichen Interessen, vor allem im Bereich des Arbeiterschutzes und der Krisenbekämpfung; er sass 1937 im Nationalrat der Kommission für die Schaffung einer eidgenössischen Filmkammer vor und war Mitglied der Alkoholrekurskommission.
Nachdem sich im Dezember 1922 die sozialdemokratische Fraktion der Bundesversammlung gebildet hatte, wurde August Huggler zum Vizepräsidenten gewählt.
Als Berner Stadtrat wurde er 1907 in die städtische Primarschulkommission gewählt.

## Schriften (Auswahl)
- Frauenarbeit. In: Gewerkschaftliche Rundschau, Band 2, Heft 2. 1910. S. 28–33 (Digitalisat).[17]
- Die Teuerung in der Schweiz. Bern, 1910.
- Revision des Fabrikgesetzes in reaktionärem Sinne. In: Gewerkschaftliche Rundschau, Band 5, Heft 7. 1913. S. 117–124 (Digitalisat).
- Bericht der zentralen Notstandskommission der schweiz. Arbeiterschaft. In: Gewerkschaftliche Rundschau, Band 6, Heft 7. 1913. S. 121–123 (Digitalisat).
- Zur Lohnstatistik des Gewerkschaftsbundes. In: Gewerkschaftliche Rundschau, Band 7, Heft 7. 1915. S. 93–94 (Digitalisat).
- Die Zollpolitik des Bundesrates. In: Rote Revue, Band 1, Heft 2. 1921–1922. S. 41–48 (Digitalisat).
- Kritische Betrachtungen über die sozialistische Arbeiterbewegung. In: Rote Revue, Band 2, Heft 10. 1922–1923. S. 313–316 (Digitalisat).
- Kritische Betrachtungen über die sozialistische Arbeiterbewegung (Schluss). In: Rote Revue, Band 3, Heft 2. 1923–1924. S. 52–59 (Digitalisat)
- Gegen die Revision von Artikel 41 des Fabrikgesetzes. In: Wissen und Leben, Band 26, Heft 7. 1923–1924. S. 385–396 (Digitalisat).
- Die Sozialdemokratische Partei der Schweiz (I.). In: Beilage zur Berner Tagwacht vom 5. Januar 1928. S. 5 (Digitalisat).
- Die Sozialdemokratische Partei der Schweiz (II.). In: Beilage zur Berner Tagwacht vom 6. Januar 1928. S. 5 (Digitalisat).
- Die Sozialdemokratische Partei der Schweiz (III.). In: Beilage zur Berner Tagwacht vom 9. Januar 1928. S. 5 (Digitalisat).
- Die Sozialdemokratische Partei der Schweiz (IV.). In: Beilage zur Berner Tagwacht vom 10. Januar 1928. S. 5 (Digitalisat).
- Die Sozialdemokratische Partei der Schweiz (V.). In: Beilage zur Berner Tagwacht vom 11. Januar 1928. S. 5 (Digitalisat).
- Von der Privatwirtschaft zur staatlichen Fürsorgeeinrichtung, von der Gemeinwirtschaft zum Chaos. In: Rote Revue, Band 8, Heft 6. 1928–1929. S. 178–186 (Digitalisat).
- Alkoholgesetzrevision: ja. In: Rote Revue, Band 9, Heft 7. 1929–1930. S. 209–215 (Digitalisat).
- Fragen der Sozialistischen Arbeiter-Internationale. In: Rote Revue, Band 9, Heft 8. 1929–1930. S. 225–232 (Digitalisat).
- Aus meiner Zeit als Gewerkschaftssekretär. In: Gewerkschaftliche Rundschau, Band 22, Heft 10. 1930. S. 311–317 (Digitalisat).
- Krisenabwehr, ein nationales und internationales Macht- und Kampfproblem. In: Rote Revue, Band 11, Heft 1. 1931–1932. S. 1–6 (Digitalisat).
- Ein Absturz in der Schweizer Sozialpolitik. In: Rote Revue, Band 11, Heft 5. 1931–1932. S. 129–136 (Digitalisat).
- Zur Revalinitiative. In: Rote Revue, Band 20, Heft 6. 1940–1941. S. 212–221 (Digitalisat).
- Notwendige Klarstellung. In: Beilage zur Berner Tagwacht vom 18. Juni 1942. S. 5 (Digitalisat).